# Trebolares
Trebolares es una localidad argentina de la provincia de La Pampa, dentro del departamento Maracó. Forma parte del municipio de General Pico.

## Población
Cuenta con 46 habitantes (Indec, 2010), lo que representa un descenso del 11% frente a los 52 habitantes (Indec, 2001) del censo anterior.
| Gráfica de evolución demográfica de Trebolares entre 1991 y 2010 |
|                                                                  |
| Fuente: Censos nacionales del INDEC                              |